# ARM Cortex-X2
Az ARM Cortex-X2 egy 64 bites ARMv9-A utasításkészletet implementáló mikroprocesszor-kialakítás, amelyet az ARM Holdings austini tervezőközpontja tervezett az ARM „Cortex-X Custom (CXC)” program részeként.
A Cortex-X2 a Cortex-X1 utódja, a Cortex-A710 alacsony fogyasztású, nagy teljesítményű ARM mikroarchitektúra megnövelt teljesítményű változata, amelyet a cég a mobil piacon való alkalmazásra tervezett.
Az Arm 2021-ben bejelentette a következő generációs CPU terveit, amelyek piacra kerülési időpontja 2022 elejére volt várható.

## Architekturális változások aARM Cortex-X1-hez képest
A processzorban a következő változtatásokat valósították meg:
- a futószalag hosszát 11-ről 10-re csökkentették, úgy, hogy a kiküldési szakaszt 2 ciklusról 1 ciklusra redukálták
- az utasítás-átrendező puffer 30%-kal megnövekedett, 224 bejegyzésről 288-ra
- a dTLB 20%-kal megnövekedett, 40 bejegyzésről 48-ra
- SVE2 SIMD támogatása
- a Bfloat16 adattípus támogatása
- az Aarch32 támogatását megszüntették
- a 8 MiB L3 gyorsítótárral rendelkező Cortex-X2 és a 4 MiB L3 gyorsítótárral rendelkező Cortex-X1 teljesítményének változása:
  - 16%-kal nagyobb fixpontos teljesítmény
  - 100%-kal nagyobb gépi tanulási (ML) teljesítmény

## Felhasználás
- MediaTek Dimensity 9000/9000+[7]
- Qualcomm Snapdragon 7+ Gen 2[8]
- Qualcomm Snapdragon 8/8+ Gen 1[9]
- Samsung Exynos 2200[10]

## Fordítás
Ez a szócikk részben vagy egészben  az   ARM Cortex-X2 című angol Wikipédia-szócikk ezen változatának fordításán alapul.  Az eredeti cikk szerkesztőit annak laptörténete sorolja fel. Ez a jelzés csupán a megfogalmazás eredetét és a szerzői jogokat jelzi, nem szolgál a cikkben szereplő információk forrásmegjelöléseként.